# Concert per a violí (Txaikovski)
El Concert per a violí i orquestra en re major op. 35 de Piotr Ilitx Txaikovski és un dels concerts per a violí més populars. També és considerat una de les obres més difícils per a violí. És l'únic concert que va compondre Txaikovski per a aquest instrument i respon a una sèrie d'aspectes i propietats que emanen de la pròpia genialitat de l'artista i de tots els "mites" generats al voltant d'aquesta peça.

## Context històric
Va ser compost el març de 1878, a Clarens (Suïssa). S'inscriu dins del Romanticisme. Durant aquest període, amb Beethoven com a iniciador, la visió del món i de la vida es veu sacsejada i, com tots els moviments en la història de l'art, neix com a resposta als preceptes d'equilibri i proporció que s'havien establert al Classicisme. Essencial és la importància que pren la consciència de l'ésser humà com a individu, així com l'expressió dels turments i penalitats de la persona. En el cas que ens ocupa, del músic com artista creador. Aquí sorgeixen molts termes com el «geni», la «inspiració» i s'inicia l'estudi de la història de la música amb la musicologia. Tot just ve originat amb el desenvolupament a Alemanya del corrent filosòfic i artístic de l'Sturm und Drang.
Amb aquesta consciència individualista, el músic passa de ser un servidor més de la cort a un artista professional independent, el treball del qual ja no depèn tant de l'encàrrec com de la seva pròpia voluntat creadora. L'art ha pres sentit per si mateix.

## Relació amb "els Cinc"
Es coneix pel nom de «els Cinc» un grup de compositors russos, contemporani a Txaikovski. Aquest grup estava conformat per Mili Balàkirev, Alexander Borodin, César Cui, Modest Mússorgskyi i Nicolai Rimski-Kórsakov. Tenien com a objectiu crear un moviment musical innovador, emancipat del corrent musical occidental que dominava l'escenari europeu. Arrelaven profundament en els aspectes folklòrics i són els principals exponents del nacionalisme musical rus.
Difícilment podem escapar al simbolisme que suposa que és al 1862, quan el grup comença les seves activitats, tot just quan Rubinstein funda el Conservatori de Sant Petersburg i Txaikovski inicia allí els seus estudis. I és que «els Cinc» es caracteritzaran per mantenir una actitud crítica amb les tendències academicistes, considerades pel mateix Balakirev com una amenaça cap a la imaginació musical. Les primeres obres significatives de Txaikovski naixen amb el fons del contrapunt inevitable del programa estètic nacionalista dels Cinc, encara que la seva rivalitat s'ha tergiversat desmesuradament:
«...Com a producte del Conservatori, Txaikovski era vist més aviat amb desinterès, si no amb prepotència, pel nostre cercle, i en viure fora de Sant Petersburg el coneixement personal era impossible.[…] La nit del nostre primer encontre tocà per a nosaltres, a petició de Balakirev, el primer moviment de la seva «Simfonia en sol menor»; i ho va fer amb la nostra completa satisfacció i la nostra antiga opinió sobre ell canvià, deixant pas a una impregnada de major simpatia, encara que la formació de Txaikovski al Conservatori constituïa encara un barrera considerable entre nosaltres i ell»
La relació amb «els Cinc» es consolidà a la primavera de 1868, quan després d'acabar «Fatum», Txaikovski dedicà l'obra a Balakirev. Així i tot, aquest últim, que estava profundament convençut dels dots creatius del nostre compositor, criticà severament l'obra, lliurant-se per molt poc d'engrossir el catàleg dels destructors txaikovskinians. Però ha estat un fet comprovat que la crítica tenia com a propòsit atraure Txaikovski al seu bàndol estètic.
El fet de no limitar-se a una sola arrel estilística, tractant-se d'un cosmopolita políglota que havia viatjat per Europa i Estats Units, és l'element que el diferencia de la resta de compositors russos de l'època. Aquest cosmopolitisme és una de les claus també del seu llenguatge musical, on podem reconèixer, encara que en diversos graus d'elaboració, els mons de Schumann, Mozart o Bizet.

## Esdeveniments entorn de l'obra
Txaikovski escriu el concert tocant al llac Ginebra, on va anar a recuperar-se de la depressió sorgida pel seu desastrós matrimoni amb Antonina Ivànovna Miliukova, després de la concessió atorgada pel Conservatori de Moscou, on treballava. Aquest traumàtic episodi el va portar a un intent de suïcidi. El concert va ser compost poc després de la Simfonia núm. 4 i de l'òpera Eugeni Onegin.
Acompanyava Txaikovski el seu alumne de composició, el violinista Ióssif Kotek, i els dos tocaven obres per a violí i piano junts, la qual cosa va poder ser el catalitzador per a la composició del concert. Txaikovski no era violinista, i va ser assessorat sobre els aspectes tècnics de la part solista per Kotek. Va fer ràpids progressos —va esbossar l'obra en 11 dies i la va acabar en dues setmanes més— de manera que va quedar enllestida en un mes, tot i que el moviment central va ser revisat completament per consell de Kotek i el germà menor de Txaikovski, Modest, que consideraven que quedava una mica descontextualitzat respecte als dos moviments dels extrems. Se sap que acceptà i agraí la crítica de bon gust.
«...el primer moviment ja està llest, em satisfà, en canvi, no estic content amb l'Andante, hauré de modificar-lo radicalment o compondre'n un de nou, mentre que el Finale també ha quedat aconseguit...»
«...he compost avui un altre Andante que s'adapta millor als altres moviments... penso que el concert ja està complet i demà començaré a realitzar la seva orquestració...»
Una versió del moviment original es conserva com a Meditació, la primera de les tres peces per a violí i piano al Souvenir d'un lieu cher op. 42).
Atès que Kotek no gaudia de prou prestigi per a estrenar l'obra, Txaikovski va oferir l'estrena a Leopold Auer, pensant que aquest podria ser capaç de divulgar-la internacionalment amb major fortuna. Això no obstant, la programació de l'estrena de l'obra per a març del 1879 es va haver de suspendre per cancel·lació del mateix Auer, qui pel que sembla va rebutjar l'obra argumentant que era «intocable» i que presentava alguns passatges que no havien estat correctament escrits. Finalment, el concert va ser estrenat per Adolf Brodsky (a qui finalment es va dedicar la peça) el 4 de desembre [C.J. 22 de novembre] de 1881, a Viena amb l'Orquestra Filharmònica de Viena sota la direcció de Hans Richter.

## Acollida del públic
La reacció de la crítica va ser mixta, amb una satisfacció general però també amb crítiques contundents, com la del reconegut crític Eduard Hanslick, qui va dir: 
«L'últim temps és indecent. Això no és tocar el violí, sinó rascar-lo i arrapar-lo. El violí...no és tocat, sinó esgarrat i colpejat fins a arribar a les moradures. No sé si és possible esquivar eixes horribles dificultats tècniques, però estic segur que, en tractar de fer-ho, el senyor Brodsky ens martiritzà i es martiritzà... El Finale ens du a la vulgar diversió d'un carnaval rus. Veiem cares salvatges, escoltem proclames grolleres i ens arriba una olor d'alcohol barat.».
Tot i això, l'obra fou divulgada i aconseguí en poc de temps captivar la gran majoria del públic europeu, sobretot, després de l'arribada a Moscou i Londres, on el mateix Brodsky digué a alguns reporters que tocaria la peça durant tota la seva vida.

## Instrumentació
Va ser escrit per a violí solista, dues flautes, dos oboès, dos clarinets en La i en Sib, dos fagots, quatre trompetes en Fa, dos trompetes en Re, timbals en La i Re i cordes: violins I, violins II, violes, violoncels i contrabaixos.

## Revisió d'Auer
Anys més tard, el mateix Auer reconegué que efectivament l'obra era de grandíssima dificultat, però no «intocable» i la mostrà a futurs i reconeguts deixebles com Misha Elman i Jasha Heifetz. Fins i tot, ja mort Txaikovski, Auer va decidir tocar-la tot realitzant algunes modificacions en la part solista que molts intèrprets segueixen. Per exemple:

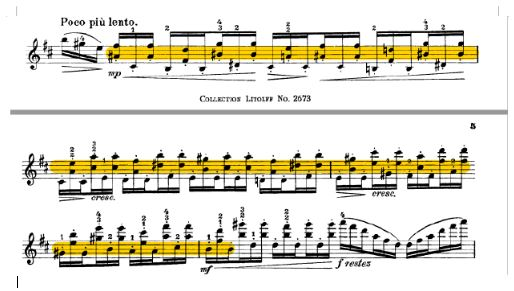
Passatge del c.122-126 escrit originalment per Txaikovski

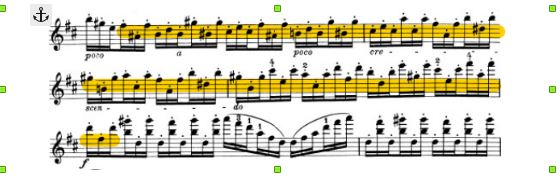
Passatge del c.122-126 modificat per Auer

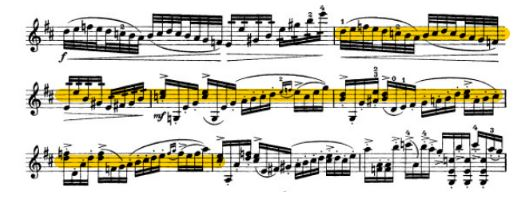
Passatge del c.183-187 escrit originalment per Txaikovski

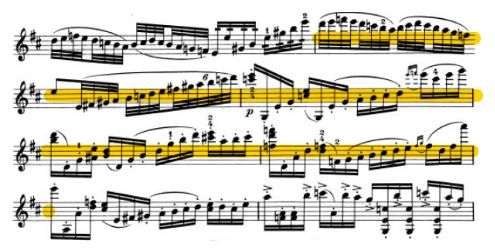
Passatge del c.183-187 modificat per Auer

## Forma i harmonia
No és casualitat que el concert estiga en re major, ja que probablement és la tonalitat més adequada per a l'instrument. Açò és degut a la funcionalitat de les cordes a l'aire del violí respecte a re major (sol-IV, re-I, la-V i mi-V/V).
El concert consta de tres moviments:
- Allegro moderato - Moderato assai
- Canzonetta. Andante
- Finale. Allegro vivacissimo

El primer moviment respon a la forma sonata, amb una introducció inicialment orquestral i continuada per una cadència del violí solista. Segueix l'Exposició amb el tema A en re major, pont modulant a la major, tema B en la major i codeta. A continuació, es troba el desenvolupament, dividit en tres grans seccions (la major, do major, fa major) més una transició cap a la cadència. Finalment, a la reexposició es dirigeix constantment al material inicial amb petites mutacions, però aquesta vegada, després de la represa del tema A en re major, se situa en sol major. Acaba amb la coda, la qual conclou amb l'acord del to principal.
El segon moviment presenta una forma A-B-A. De la introducció orquestral inicial en re passa al tema en sol menor, evolucionant cap a mib major. A la part B passa per mib, lab major, sol menor i sol major. Finalment l'última A, quasi idèntica a la primera.
El tercer moviment, connectat amb el segon amb un "attaca subito", respon a la forma rondó amb A-B-A'-C-A''-Coda: Introducció - A (re major) - B (la major) - A' (re major/fa major) - C (sol major/mi menor) - A'' (re major/si menor/ sol major/mi menor/re major) - Coda (re major).